# Remington Modular Sniper Rifle
Il Modular Sniper Rifle (MSR) è un fucile di precisione sviluppato dalla sezione Military Products della Remington Arms per venire incontro alle richieste per un fucile di precisione avanzate dallo United States Special Operations Command nel 2009.
Le richieste per il fucile furono:
- Una gittata effettiva utile di almeno 1500 m.
- Una dispersione dei colpi non superiore al minuto d'angolo fino a 1500 m.
- Un caricatore che contenesse almeno 5 colpi.
- Un fucile che in assetto operativo non superasse gli 8,2 kg di peso.
- Una canna facilmente sostituibile dall'operatore dell'arma.
- Un calcio smontabile o ripiegabile.
- Scine Picatinny per accessori.

L'arma della Remington presenta tutti i requisiti per divenire il nuovo fucile di precisione dello United States Special Operations Command, ma solo il concorso deciderà quale dei fucili si aggiudicherà tale posizione.

## Funzionamento
Il meccanismo bolt-action dell'arma permette l'utilizzo di diversi calibri. La punta del percussore può quindi essere sostituita facilmente in modo da poter cambiare il tipo di munizione.
Il fucile è ricavato da una piastra d'alluminio, che ospita castello, gruppo del grilletto (regolabile secondo preferenza), impugnatura a pistola, calcio ripiegabile e regolabile in altezza e lunghezza.
La canna è tenuta in sede dall'impungatura tubolare, dotata di sei slitte Picatinny (smontabili in qualunque momento tramite viti) per accessori. La parte alta del castello è dotata di una slitta Picatinny integrata che permette il montaggio di ottiche telescopiche e visori notturni.
Altri accessori disponibili per l'arma sono il bipiede, pieghevole e un silenziatore appositamente studiato per potersi agganciare allo spegnifiamma dell'arma.

## Curiosità
Il fucile è utilizzabile nel videogioco Call of Duty: Modern Warfare 3 sia in singleplayer che in multiplayer. Compare inoltre in Ghost Recon: Future Soldier, in Sniper: Ghost Warrior 2, in Ghost Recon:Wildlands e in Ghost Recon: Breakpoint